# Angelim
Angelim là một đô thị thuộc bang Pernambuco, Brasil. Đô thị này có diện tích 126,76 km², dân số năm 2007 là 9801 người, mật độ 77,32 người/km².